# Макулан, Тим
Тим Ма́кулан (англ. Tim Maculan; род. 20 апреля 1963, Рокфорд, Иллинойс, США) — американский актёр, преимущественно телевидения.
Известный в индустрии развлечений своим остроумием, жёстким чувством юмора и колкими персонажами, актёр Макулан уже более двадцати лет поддерживает карьеру в театре, кино, озвучивании, на телевидении и рекламе. Профессионально он наиболее известен ролью второго плана сострадательного Отца Джека во всех пяти сезонах сериала HBO «Клиент всегда мёртв» и резкого, буйного официанта в комедии CBS «Сибилл». Персонаж Макулана в «Сибилл» принёс ему номинацию на премию ассоциации ГЛААД в номинации «Премия СМИ» в 1997 году.
Макулан сыграл более чем тридцать гостевых ролей в телевизионных шоу, среди которых работы в сериалах «Декстер», «Анатомия страсти», «Красавцы», «Шоу Дрю Кэри», «Друзья», «Шоу Ларри Сандерса», «Женаты… с детьми» и Лодка любви: Следующая волна Аарона Спеллинга.
Некоторые из фильмов с участием Макулана: «Человек-паук 3: Враг в отражении» (режиссёр Сэм Рэйми), «Наизнанку» (со Стивеном Уэбером), «Великолепная афера» (режиссёр Ридли Скотт), «Дюплекс» (с Беном Стиллером и Дрю Бэрримор).

## Образование
Будучи первокурсником, Макулан начал выступать в театральных постановках старшей школы, а также в местных общинах и профессиональных театрах. Он работал в игровом парке Фалмут с Ваном Джонсоном и Уильямом Шетнером. Макулан учился в Институте искусств Чикаго и Театральной школе Гудмана в Университете Де Поля. Позже он переехал из Чикаго в Нью-Йорк, где начал свою профессиональную актёрскую карьеру, работая в летнем театре и региональном театре в Соединённых Штатах.

## Театр
Один из основателей The Actors Space, Inc. в Нью-Йорке, Макулан появился в их возрождении «Шляпы дождя» и заслужил критическое признание за свою работу в «Найден арахис» — шоу, которое начнёт свою карьеру на телевидении, когда оно будет перемонтировано в Лос-Анджелес. Макулан сыграл роль Эзры Твена в мировой премьере «Дивы» в La Jolla Playhouse в Сан-Диего, штат Калифорния, работал в национальном туре «Красавицы и Чудовища» в роли Когсворта, производстве «Юге Тихого океана» для Театра Северной Каролины в Роли, Северная Каролина.
В мае 2012 года Макулан снялся в сборнике пьес Гарри Гаррисона «Вертикаль и горизонталы» в Театре Cherry Lane в Нью-Йорке.

## Избранная фильмография
| Год       |   | Русское название                 | Оригинальное название     | Роль                                    |
| --------- | - | -------------------------------- | ------------------------- | --------------------------------------- |
| 1992      | с | Женаты… с детьми                 | Married… with Children    | Ботан в банке №2                        |
| 1994      | с | Грейс в огне                     | Grace Under Fire          | Ти Даб                                  |
| 1997      | с | Найтмэн                          | Night Man                 | Агент ФБР                               |
| 1998      | с | Сабрина — маленькая ведьма       | Sabrina the Teenage Witch | Марти                                   |
| 2001      | с | Дарма и Грег                     | Dharma & Greg             | Чарльз                                  |
| 2001—2005 | с | Клиент всегда мёртв              | Six Feet Under            | Отец Джек                               |
| 2002      | с | Друзья                           | Friends                   | Ресторанный критик                      |
| 2003      | ф | Великолепная афера               | Matchstick Men            | Фармацевт №2                            |
| 2003      | ф | Дюплекс                          | Duplex                    | Терренс                                 |
| 2007      | ф | Человек-паук 3: Враг в отражении | Spider-Man 3              | Режиссёр пьесы                          |
| 2007      | с | Красавцы                         | Entourage                 | Дилер антиквариата                      |
| 2009      | с | Анатомия страсти                 | Grey's Anatomy            | Люк                                     |
| 2009      | с | Декстер                          | Dexter                    | Сэм                                     |
| 2015      | ф | Антураж                          | Entourage                 | Доктор Фельдман                         |
| 2018      | с | Здесь и сейчас                   | Here and Now              | Мистер Вулф                             |
| 2018—2019 | с | По ту сторону                    | Counterpart               | Пустое лицо / Оператор с Другой стороны |